# 仙台市立川前小学校
仙台市立川前小学校（せんだいしりつかわまえしょうがっこう）は宮城県仙台市青葉区芋沢字赤坂にある公立小学校である。2021年の児童数は488人、19学級、教職員33人。

## 概要
- 仙台市の西部に位置して学区内は昔から畜産業が盛んに行われている。しかしながら、近年は学校近辺に赤坂ニュータウンや高野原ニュータウンが造成された影響により、児童数は年々増加傾向にある。

## 学区
- 芋沢（字青野木、字赤坂、字赤坂下、字赤坂中、字丑形、字大勝草、字大勝草上野原、字大勝草下、字大勝草中、字大勝草畑、字大竹原、字大竹南の一部、字大堀、字栗生沢、字栗生沢下、字栗生沢中、字栗生沢、字栗生沢下、字栗生沢中、字甲野田、字甲野田北、字甲野田下、字甲野田中、字甲野田南、字沢田、字沢田下、字下野、字下野下、字新田、字高野原、字滝ノ瀬、字同者道、字中田東、字中原、字中山、字中山下、字中山中、字畑前、字畑前北、字畑前南、字八前、字花坂、字花坂上野原、字花坂下、字本郷、字谷津）、赤坂、高野原

## 沿革
- 1874年（明治7年）11月1日 - 赤坂に芋沢小学校川前分教場として開校
- 1885年（明治18年）5月 - 川前分教場が川前初等学校として分立
- 1887年（明治20年）4月 - 芋沢尋常小学校川前分教場に改称
- 1941年（昭和16年）4月1日 - 大沢国民学校川前分教場に改称
- 1947年（昭和22年）4月1日 - 大沢村立大沢小学校川前分校に改称
- 1951年（昭和26年）4月1日 - 独立して大沢村立川前小学校が開校
- 1955年（昭和30年）2月1日 - 宮城村立川前小学校に改称
- 1963年（昭和38年）11月3日 - 宮城町立川前小学校に改称
- 1987年（昭和62年）11月1日 - 仙台市立川前小学校に改称
  - かつては上川前分校があったが、廃校となり本校へ統合された。

## 卒業後の進路
- 大沢中学校へ進学する。

## 出身有名人
- シュミット・ダニエル - プロサッカー選手[2]（シント＝トロイデンVV所属）
- 吉田伊吹 - サッカー選手